# Термічне розширення гірських порід
Термічне розширення гірських порід – здатність гірських порід до зміни лінійних розмірів та об'єму за рахунок зростання амплітуди коливань атомів у кристалічних ґратках чи макромолекулі при підвищенні температури. 
Коефіцієнти лінійного та об`ємного термічного розширення порід є найважливішими теплофізичними характеристиками, які обумовлюють здатність порід трансформувати теплову енергію в механічну – у зовнішню роботу. 
Кристали та шаруваті гірські породи мають різне термічне розширення в різних напрямках. Так, при нагріванні монокристалу кальциту він подовжується тільки в одному напрямі, а в інших – скорочується, розширення кварцу в одному з напрямів вдвічі перевищує подовження його в інших напрямках. 
Коефіцієнти лінійного термічного розширення з підвищенням температури збільшуються, для деяких мінералів спостерігаються максимуми, обумовлені термічними змінами. Для більшості мінералів температурний коефіцієнт становить близько 1,25х10-3
Сірка та кальцит паралельно спайності мають найбільший коефіцієнт лінійного термічного розширення (1,4-8,0 та 2,6 відповідно), а азбест та кварц паралельно основній осі мають найменший коефіцієнт (0,1 та 0,15).